# Do L. K.
Do L. K. – wiersz Cypriana Kamila Norwida napisany w 1861 adresowany do Ludwiki Kuczyńskiej.

## O wierszu
Do L.K. napisał Norwid w 1861 dla Ludwiki Kuczyńskiej (później Ostrowskiej). Z uwagi na skargi adresatki dotyczące  ciemnego madrygału, poeta napisał do utworu komentarz Objaśnienia żądane. Wiersz i komentarz ofiarował Kuczyńskiej w listopadzie 1861. Autograf został odnaleziony w 1916 w Korczewie w archiwum Kuczyńskich-Ostrowskich przez Zygmunta Mysłakowskiego i Krystyna Ostrowskiego i opublikowany w numerze 6 Sfinksa z 1916 pod tytułem Nieznane utwory wraz z Objaśnieniami żądanymi.
Wiersz został napisany jedenastozgłoskowcem. Składa się z ośmiu różnej długości zwrotek (7-5-7-0-2-13-14-4), zrymowanymi w wyszukany sposóbː I – ababacc, II – ababc (ostatni wers rymuje się z drugim trzeciej strofy), III – abacdcd, V –  aa, VI – ababcbcddefef, VII i VIII – abab.

## Treść
Ludzie dziś mówią, że kamienie nie powstały na dźwięk liry Amfiona. Ludzie umiarkowani, jak serce, które kona. Wydają się sobie wszechwiedzący, dopóki nie zganią ich wnuki. Dlatego niech to będzie zmyśleniem i bajką piastunek. Poeta nie ma zamiaru się sprzeczać. Gdy znajdzie się w stepowych pustkowiach, stara się je jak najszybciej opuścić, świadomy, że w pustce zawsze można westchnąć do Boga, u którego jest step szczęśliwszy. 
Jeżeli Amfion żył i spodziewał się, to na pewno cierpiał i śpiewał. Jest jedna pieśń nieustanna, jej lutnia wiosną trąca śpiącą Naturę i woła Powstań, pani wszechsłużąca, Podnieś się, wieków Marto do roboty. Okryj się darnią szmaragdową, włóż diadem z ptaków, woły niech powoli odwracają skiby. I jest druga pieśń, o której rozmyślał Gedeon w swych namiotach,  ten wszechdziejów sługa. Rozmyśla nadal i ufa, że sto tysięcy trąb uderzy w mury, a wielki jęk w ściany więzień (czarne turm marmury). Broń wtedy przetopi się na instrumenty muzyczne. Ludzie powiedzą, że to nieba szaleją, a nieba – że przyszedł dzień wiary.
Poeta dziękuje adresatce, że stanęła pomiędzy dwoma pieśniami, jak muzyk, albo dobry obywatel w sejmie. Dziękuje sercem i wierszami.